# Piotr Markuszewski
Piotr Markuszewski (ur. 20 kwietnia 1974 w Grudziądzu) – polski żużlowiec.
Licencję żużlową zdobył w 1991 roku. W rozgrywkach z cyklu drużynowych mistrzostw Polski startował w latach 1991–2003, reprezentując kluby GKM Grudziądz (1991–1999, 2000–2001), Apatora Netia Toruń (1999), TŻ Opole (2002) oraz GTŻ Primus Grudziądz (2003). Dwukrotnie startował w finałach drużynowego Pucharu Polski (Toruń 1998 – IV m., Toruń 1999 – II m.).
W 1991 r. zdobył w Grudziądzu tytuł młodzieżowego drużynowego wicemistrza Polski, natomiast w 1995 r. zdobył w Rzeszowie brązowy medal młodzieżowych indywidualnych mistrzostw Polski. Dwukrotnie startował w finałach młodzieżowych mistrzostw Polski par klubowych (Toruń 1992 – VII m., Krosno 1994 – V m.), był również finalistą mistrzostw Polski par klubowych (Wrocław 2000 – VII m.). Finalista turniejów o "Brązowy" (Krosno 1992 – XI m.), "Srebrny" (Gorzów Wielkopolski 1994 – XI m., Toruń 1995 – VI m.) oraz "Złoty Kask" (Wrocław 1995 – XIV m.).
W 1994 r. zakwalifikował się do rozegranego w Pocking półfinału indywidualnych mistrzostw świata juniorów, w którym zajął XIII miejsce.